# Daniel T. Brown
Daniel T. Brown (* 1945 in Knoxville, Tennessee) ist ein US-amerikanischer Politiker und Stadtrat von Knoxville. Vom 11. Januar bis zum 17. Dezember 2011 war er interimistischer Bürgermeister der Stadt Knoxville.
Brown wurde in Knoxville geboren, machte einen Abschluss an der Tennessee State University (Bachelor of Science in Geschichte) und diente im Vietnamkrieg. Der mittlerweile im Ruhestand befindliche Postangestellte wurde als Vertreter des Sechsten Distrikts in den Stadtrat gewählt. Er wurde zum interimistischen Nachfolger von Bill Haslam bestimmt, welcher seit Januar 2011 Gouverneur von Tennessee ist. Zur Bürgermeisterwahl im Herbst 2011 trat Brown nicht an. Er übergab sein Amt am 17. Dezember an die Wahlsiegerin Madeline Rogero, blieb aber im Stadtrat.
Daniel T. Brown war der erste afroamerikanische Bürgermeister von Knoxville.